# Orgia (Sovicille)
Orgia è una frazione del comune italiano di Sovicille, nella provincia di Siena, in Toscana.

## Storia
Il borgo di Orgia è documentato per la prima volta in una donazione effettuata nel 730 dal castaldo di re Liutprando, Warnefrido, riguardante la fondazione del monastero di S. Eugenio, presso Siena.
Il castello fu realizzato nel 1073, in posizione strategica nella strada che da Siena scendeva verso la Maremma grossetana. Fu a lungo conteso tra Siena e i conti Ardengheschi di Civitella Marittima. Nel 1206 il castello di Orgia fu posto sotto il controllo del vicario imperiale residente con la propria corte a San Quirico d'Orcia.
Il borgo fu devastato nel 1332 durante le guerre tra Siena e Massa Marittima dalle truppe pisane di Ciupo Scolari, alleati con i massetani. Il castello di Orgia perse gradualmente d'importanza in seguito al completo assoggettamento da parte della Repubblica di Siena e venne distrutto: ne restano tracce in parte nei materiali utilizzati dalla famiglia Piccolomini per edificare la propria villa (Villa Castello).
Nel 1833 si contavano a Orgia 269 abitanti.

## Monumenti e luoghi d'interesse
- Chiesa di San Bartolomeo, chiesa parrocchiale della frazione, è ricordata nell'XI secolo come dipendente dalla pieve di San Giovanni Battista a Rosia.[2] Fu ampiamente rimaneggiata nel corso del XIV e del XV secolo.[2]
- Castello di Orgia, rintracciabile in parte.[2]
- Castello di Capraia, poco a sud del paese.[4]

## Cultura

### Musei
All'ingresso del paese, in località Borgolozzi, è situato il Museo etnografico del bosco e della mezzadria, un museo etnografico che racconta i lavori del bosco e la vita contadina nella Val di Merse.